# Richard Gere
Richard Tiffany Gere, ameriški filmski igralec, * 31. avgusta 1949, Filadelfija, Pensilvanija.
Zaslovel je v 80 letih dvajsetega stoletja, potem ko je nastopil v nekaj uspešnih holivudskih filmih, kot je npr. Častnik in gentleman. Odtlej je zaigral še v nekaj dobro sprejetih filmih, in sicer v filmih Čedno dekle, Izvirni strah in Chicago, za katerega je prejel zlati globus.

## Življenjepis

### Zgodnje življenje
Gereov oče, Homer George Gere, je bil zavarovalniški agent, njegova mati, Doris Anna Tiffany, pa gospodinja. Ima tri sestre in enega brata. Leta 1967 je Gere maturiral na srednji šoli North Syracuse Central High School, kjer je pokazal popolnost pri gimnastiki in glasbi - igral je trobento.

### Filmska kariera
Njegova prva večja vloga je bila v izvirni londonski gledališki izvedbi Briljantine leta 1973. V sredini sedemdesetih let je začel nastopati v hollywoodskih filmih, in sicer je imel stransko vlogo v seksualnem trilerju Iskanje g. Goodbara (1977) in glavno vlogo v filmu iz leta 1978, Božanskih dnevih. Njegova filmska kariera se je razcvetela v letu 1980 z uspešnim filmom Ameriški žigolo, ki mu je sledila še večja uspešnica iz leta 1982 - romantična drama Častnik in gentleman. Slednja je ustvarila več kot 100 milijonov ameriških dolarjev dobička. Posledično je Gere postal prvi moški, ki je bil na naslovnici revije Vogue.
Gereova kariera v 80 letih je vsebovala tako velike filmske uspešnice kot tudi polome. Po filmih Notranje zadeve in velikanski uspešnici Čedno dekle v letu 1990, je Gere nastopil še v nekaj cenjenih in dobro sprejetih filmih. Med drugim v naslednjih: Sommersby (1993), Izvirni strah (1996) ter Pobegla nevesta (1999), v katerem je nastopil v družbi soigralke iz Čednega dekleta, Julie Roberts. Revija People ga je razglasila za »najbolj seksi živečega moškega leta 1999«.
Leto 2002 je bilo za Gerea pomembno leto, saj je nastopil v treh izrednih filmih: Mothmanova prerokba, srhljivi triler, ki je prejel dobre ocene kritikov, Nezvesta in filmska priredba Chicaga. Za zadnji film je prejel zlati globus v kategoriji »Najboljši igralec v komediji ali muzikalu«. Leta 2004 je sledila uspešna plesna drama Zaplešiva, manj uspeha med gledalci pa je požel film iz naslednjega leta Beseda za besedo.
Julija leta 2006 je skupaj z Jessejem Eisenbergom in Terrencem Howardom začel snemati film Pomlad v Bosni, komični triler, v katerem je Gere igral novinarja iz Bosne. Film je na spored kinematografov prišel v letu 2007. Istega leta je zaigral tudi v filmu Bob Dylan: 7 obrazov.